# Curtiss No. 2
El Curtiss No. 2, a menudo conocido como Reims Racer, fue un avión de carreras construido en los Estados Unidos por Glenn Curtiss en 1909, para competir en la carrera aérea Gordon Bennett Cup en Reims, Francia, de aquel año.

## Diseño y desarrollo

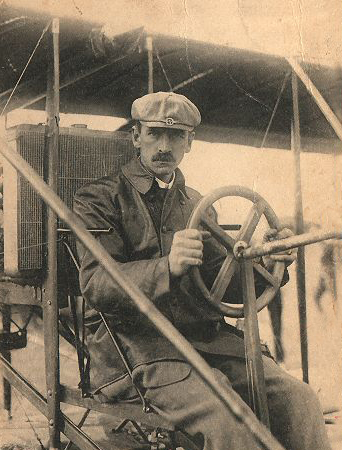
Curtiss a los mandos del Reims Racer.

El No. 2 era una modificación del Golden Flyer (también conocido como Curtiss No. 1), y era un biplano de estructura abierta con dos alas sin decalaje de misma envergadura. Poseía una unidad de cola cruciforme totalmente móvil, compuesta por una pequeña superficie elevadora más un timón para el control direccional, pero también llevaba unos elevadores mayores por delante del piloto, como una unidad biplano canard. El tren de aterrizaje era de configuración tricicla, con tres ruedas individuales. Disponía de grandes alerones en el hueco interplanar.
Curtiss había modificado el Golden Flyer como Reims Racer añadiendo una unidad estabilizadora cubierta en la posición canard, aumentando el tamaño del ala, modificando los alerones interplanares y reemplazando el motor lineal de cuatro cilindros Curtiss OX de 25 hp por un Curtiss OX V-8 de 63 hp, que había sido desmontado y aligerado para la carrera. Un nuevo y más ligero depósito de combustible sustituyó al antiguo, más pesado.
Una "plataforma de hombros" de estructura metálica y balanceo transversal, abisagrada longitudinalmente a cada lado del asiento del piloto y con piezas proyectadas hacia delante, una por lado y apoyadas contra la parte media de cada brazo del piloto (ver foto de Curtiss en el asiento del piloto), conectaba el piloto con los cables de control de los alerones. Este dispositivo requería que el piloto "se inclinara" en el giro para operar los alerones y así girar el avión en la misma dirección. Este sistema fue más tarde usado de nuevo en el Curtiss Model D.

## Historia operacional

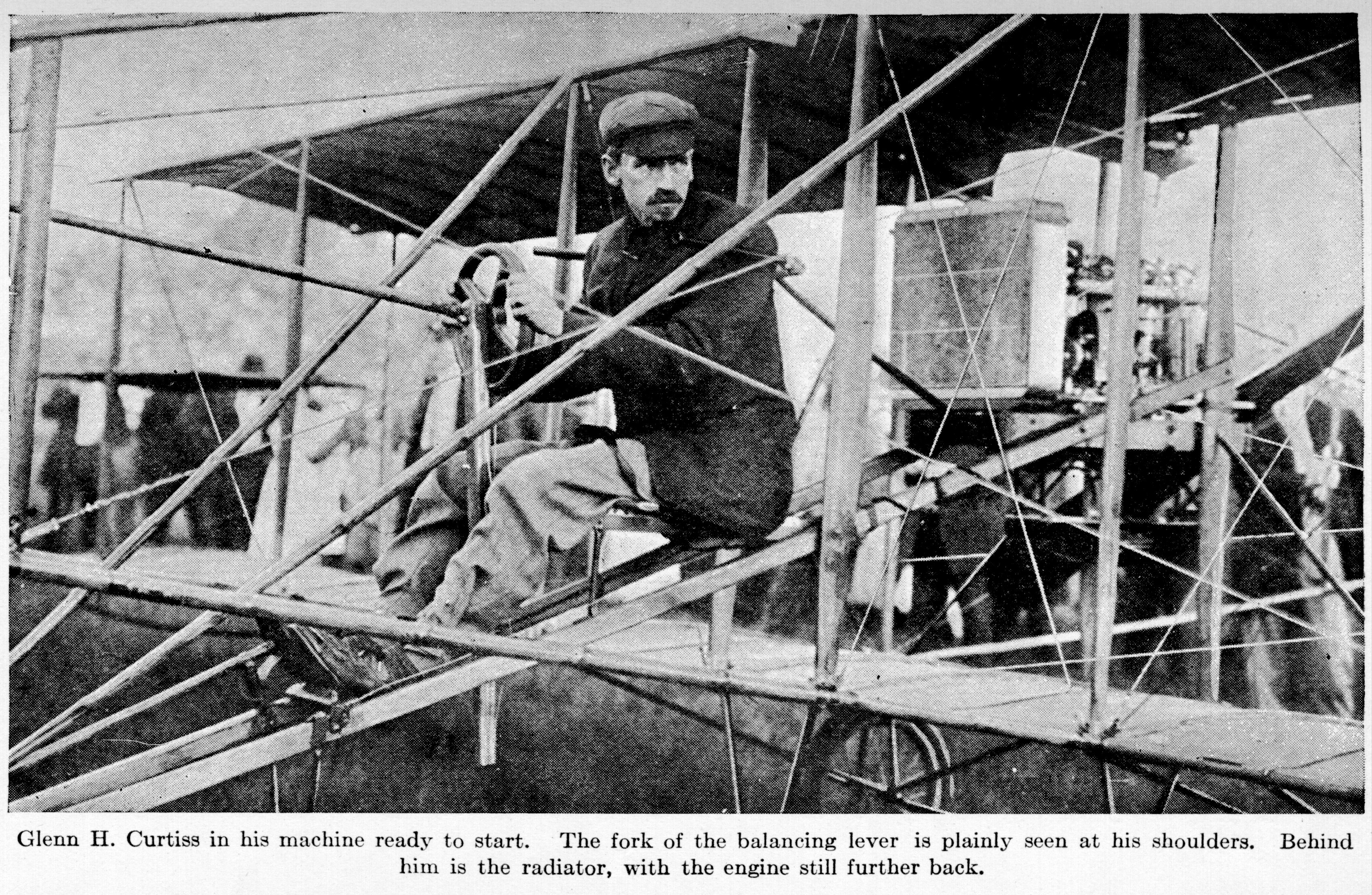
Muestra Aérea de Reims, agosto de 1909.

La participación de Curtiss en la carrera fue patrocinada por el Aero Club of America, que le había ofrecido apoyo tras realizar una oferta similar a los hermanos Wright, que fue rechazada. Aunque no era tan rápido como sus competidores europeos, el Reims Racer era más maniobrable, y Curtiss, que pilotaba la máquina personalmente, fue capaz de sacar ventaja de ello prestando especial atención a sus giros. Siendo el primer competidor en volar, Curtiss registró un tiempo de 15 min 50,4 s en los dos circuitos de 10 km requeridos. Cuando Louis Blériot realizó el último vuelo de la competición, registró un tiempo 5,8 s superior, dejando que Curtiss reclamara el premio de 25 000 francos franceses. El vuelo de Curtiss, con una velocidad media de 75,48 km/h, también fue un nuevo récord de velocidad para la distancia.
Después de Reims, Curtiss llevó el avión a Italia, donde ganó eventos en una competición en la muestra aérea en Brescia en septiembre de 1909. Allí, ganó el gran premio general volando los requeridos cinco circuitos de 10 km en 49 min 24 s. También ganó el premio de arranque rápido, consiguiéndolo en 8,2 s, y quedó segundo tras Henri Rougier en el premio de altitud, ascendiendo a 51 m (165 pies). En Brescia, Curtiss le dio un corto paseo al poeta italiano Gabriele D'Annunzio, pero declinó una solicitud similar de la Princesa Laetitia, en base a que el asiento no sería adecuado.
De regreso en los Estados Unidos, Curtiss voló el Reims Racer en la primera reunión aérea del país en Dominguez Hills en octubre de 1909, estableciendo un nuevo récord de velocidad de 88 km/h.
Curtiss vendió el Reims Racer a Charles Hamilton, que se estrelló en Seattle el 12 de marzo de 1910.
El libro How to Fly (Cómo volar, o The Conquest of the Air (La Conquista del Aire)), publicado en 1910 por Thomas Nelson & Sons, tiene una descripción de cómo volar este avión (págs. 157 a 162) como sigue:
"Existe una diversidad de diseño en la disposición de los medios de control. Describiremos los del biplano Curtiss como los típicos en gran parte de ellos. En general, el biplano consiste en dos grandes planos sustentadores, uno encima del otro. Entre los planos está el motor, que opera una hélice localizada en la parte trasera de los planos. Proyectado por detrás de los planos, y sostenido por una estructura de varillas de bambú, está un pequeño plano horizontal, llamado la cola. El timón que guía al aeroplano a la derecha o a la izquierda está parcialmente bisecado por la cola. Este timón es operado por cables que llegan a un volante localizado delante del asiento del piloto. Es similar en tamaño y apariencia al volante de un automóvil, y es usado de la misma manera para guiar el aeroplano a la derecha o a la izquierda. Por delante de los planos, soportado por una estructura proyectada más corta, está el timón de altitud, siendo un par de planos abisagrados horizontalmente, con lo que sus bordes delanteros pueden subir o bajar. Cuando suben, el aire a través del cual la máquina se mueve es capturado por los lados inferiores y los levanta, elevando así la parte delantera de toda la aeronave y provocando que ascienda. La acción opuesta sucede cuando estos planos de altitud son bajados. Este timón de altitud es controlado por una larga varilla que llega al volante. Empujando el mismo, la varilla avanza y gira los planos de altitud hacia abajo. Tirando de él, los planos del timón suben. Esta varilla tiene un movimiento hacia delante y hacia detrás de más de dos pies, pero el normal con viento ordinario raramente es de más de una pulgada. Ascendiendo a gran altura o descendiendo rápidamente, el juego extremo de la varilla es de aproximadamente cuatro o cinco pulgadas. El volante controla así los movimientos horizontal y vertical de la aeronave. Más que esto, es una sonda para el aviador, alertándole de las condiciones de las corrientes de aire, y por esta razón no debe ser asido demasiado firmemente. Debe mantenerse firme, pero lo suficientemente suelto como para transmitir cualquier fuerza fluctuante al piloto, permitiéndole instintivamente ascender o descender según le obligue la corriente.
La conservación del equilibrio se consigue en la máquina Curtiss mediante pequeños planos abisagrados entre los planos principales en los extremos exteriores. Sirven para evitar que la máquina se ladee. Son operados por unos brazos, proyectados desde la espalda del asiento del aviador, que abrazan sus hombros por cada lado, y que se mueven balanceando su cuerpo. En cierta medida, son de acción automática, ya que cuando el aeroplano se hunde hacia un lado, el piloto se inclina naturalmente hacia el otro para conservar el equilibrio, y este movimiento hace oscilar los alerones (como son llamados estos pequeños planos estabilizadores) de tal manera que la presión del aire restaura el aeroplano al punto de equilibrio. Los cables que los conectan a la espalda del asiento están dispuestos de tal manera que cuando un alerón baja su borde trasero, el del otro se eleva, doblando así el efecto. Una vez que la máquina está derecha, el aviador vuelve a una posición recta, y los alerones se nivelan de nuevo. Existen otros controles que el piloto debe operar conscientemente. En la máquina de Curtiss, estos son palancas movidas por los pies. Con una presión del pie derecho, se cortocircuita el magneto, cortando la chispa en los cilindros del motor y parándolo. Esta palanca también acciona un freno en la rueda de aterrizaje delantera y controla la velocidad de la máquina una vez que toca el suelo. El pie derecho también controla la bomba que fuerza a que el aceite lubricante vaya más rápido o más lento a los puntos donde sea necesaria. El pie izquierdo opera la palanca que controla el mando con el que el aviador puede regular el flujo de gasolina a los cilindros del motor. La velocidad media de la hélice de 2,13 m es 1100 rpm. Con el mando, puede reducirse a 100 revoluciones, que no es suficiente para mantenerse en el aire, pero ayudará en el planeo."

## Especificaciones
Referencia datos: Aerofiles: Curtiss

### Características generales
- Tripulación: Uno (piloto)
- Capacidad: Un pasajero
- Longitud: 9,3 m (30,3 ft)
- Envergadura: 10,4 m (34 ft)
- Planta motriz: 1× motor lineal V-8 refrigerado por agua Curtiss OX.
  - Potencia: 47 kW (65 HP; 64 CV)
- Hélices: Bipala propulsora

### Rendimiento
- Velocidad máxima operativa (Vno): 89 km/h (55 MPH; 48 kt)

## Aeronaves relacionadas

### Desarrollos relacionados
- Curtiss Golden Flyer